# ظئر

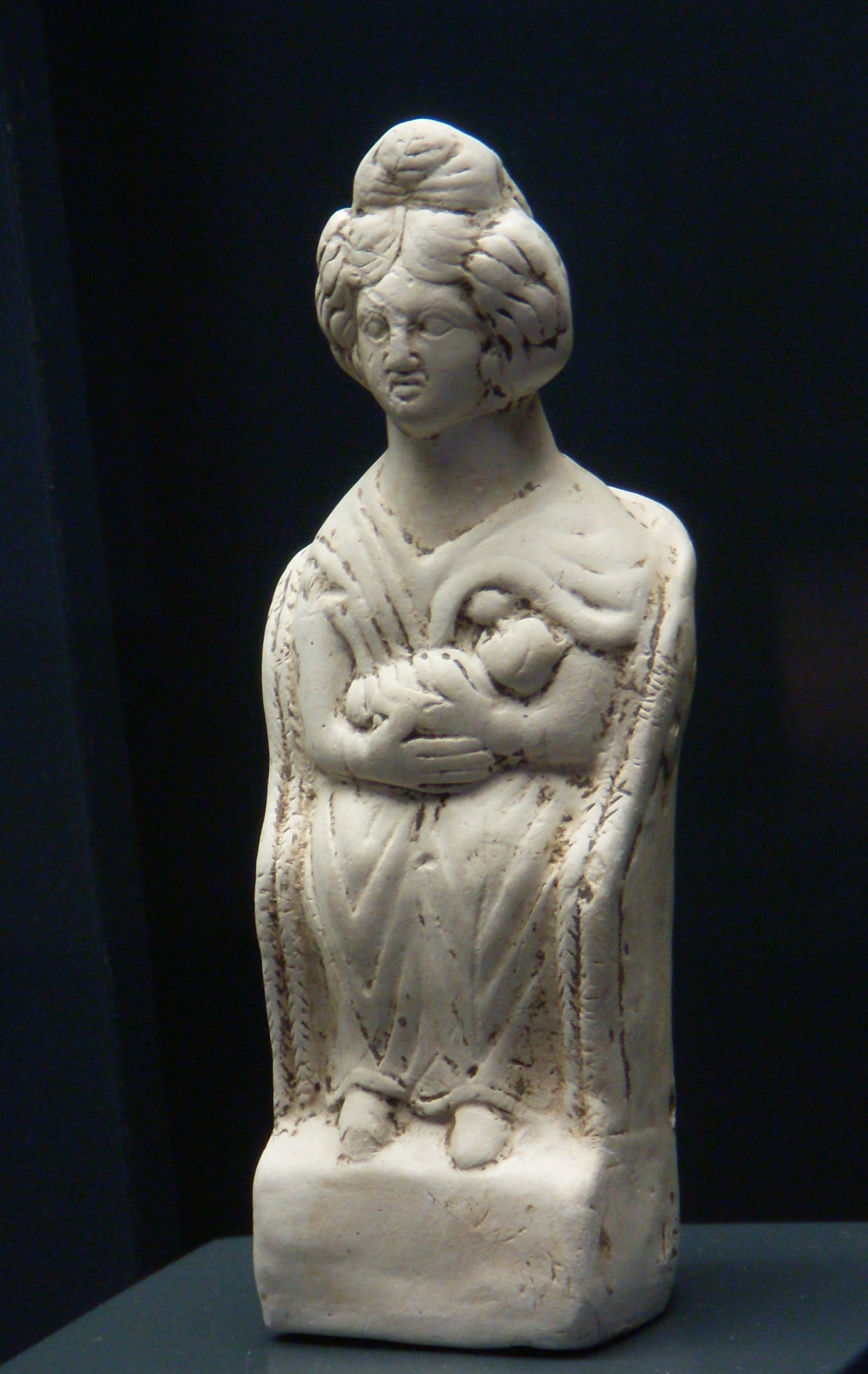
تمثال مرضعة.

الظِّئر هي امرأة ترضع وتهتم بطفل امرأة أخرى، وتعمل المرضعات عندما تكون الأم غير قادرة أو تختار عدم إرضاع الطفل بنفسها، وأطفال المرضعة يُعرفون باسم «الإخوة في الرضاعة».